# マジカル7大冒険
『マジカル7大冒険!』（マジカルセブンだいぼうけん）は、1978年10月5日から1979年3月29日までTBSで放送されたドラマ形式のバラエティ番組である。放送時間は毎週木曜 19:00 - 19:30 (JST) 。

## 概要
好評だった『UFOセブン大冒険』の後を受けて開始された番組で、タイムトラベルを主題にしたSFドラマを主題にしていた。『UFOセブン大冒険』から引き続き榊原郁恵が出演したが、本作は榊原単独ではなく、当時同局で放送されていた『コメットさん（新）』で人気を上げた大場久美子とのコンビ主演となった。また、『UFOセブン大冒険』で敵役を演じた荒井注が本作でも敵役を演じていた。

## ストーリー
東京のある街に所在する、幼稚園児から高校生までが通う「マンモス・スパルタ塾」。そこに通う高校生の久美子（大場）と郁恵（榊原）は大の仲良し。だが、ある日2人は授業中に居眠りをしたため、鬼塾長（荒井）に𠮟られ、塾の地下にある「落ちこぼれの部屋」にぶち込められた。ところが、そこで2人はある像を見つけた。それは「アナゴアンの像」といい、「アナゴアーン!!」という呪文を唱えれば過去や未来に時空移動することができるのだ。かくして2人は部屋で知り合った仲間とともに、鬼塾長の目を掠めながら時空の旅へ出発進行!「アナゴアーン!!」。

## 出演者
- 郁恵：榊原郁恵
- 久美子：大場久美子
- ワンダーファイブ：森井信好、小塙謙士、佐藤健一、赤井祐子、戸川絵夢
- サンズンズ：沼田米雄、島崎俊郎、藤内毅、川上泰生、佐藤千代司
- 桑田佳祐
- 清水健太郎
- 塾長：荒井注
- ナレーション：ささきいさお

## ゲスト出演
- 太田裕美（第2話）
- 沢田研二（第3話、第6話、第12話、第13話、第16話、第17話、第22話、第25話）
- 郷ひろみ（第4話、第7話、第14話、第18話、第19話、第24話、第26話）
- 狩人（第4話）
- せんだみつお（第5話）
- 森昌子（第7話）
- 研ナオコ（第8話）
- 桜田淳子（第9話）
- 西城秀樹（第10話、第20話）
- アン・ルイス（第11話）
- 山口百恵（第12話、第13話）
- アグネス・チャン（第14話）
- 野口五郎（第15話、第18話、第23話）
- 石野真子（第15話、第21話）
- 新沼謙治（第21話）
- 豊田清（第22話）
- 布施明（第26話）
- サザンオールスターズ

## 番組タイトル
1. アナゴアン?
2. 巨大ロボットの謎
3. 謎のジュリー国王
4. 危うし!郁恵、急いで!久美子
5. 人さらい海賊の挑戦
6. 本能寺の変てこりん
7. ランプ怪人現るあらわる!!
8. やや!ルパン三世もまっさお
9. スーパーマン君の力は一万馬力
10. ウルトラマン対ガスラ?
11. ついに見たインカ帝国の秘宝
12. ジュリー・百恵の恋物語（1）
13. ジュリー・百恵の恋物語（2）
14. あけましてアナゴアン!
15. スキー場で重大事件発生!
16. ジュリー警部大活躍!（1）
17. ジュリー警部大活躍!（2）
18. 新ポパイザ五郎
19. 大変!久美子がさらわれた
20. 箱根の恋は天下の険
21. 郁恵・久美子・真子の恋愛トランプ物語
22. とんで!とんで!沢田研二の飛行機野郎
23. 戦え!野口五郎のサムライ大賞発表!
24. 郷ひろみの地上最強の三四郎
25. 沢田研二の華麗なるスパイ・0.007
26. 布施明の君はバラより強い

## スタッフ
- 構成：下山啓、沢口義明、居作中一
- 音楽：宮川泰
- 演奏：高橋達也と東京ユニオン
- コーラス：ピープル、タイムリー
- 技術：水越俊之
- 映像：宮原博
- カラー調整：安藤鉱平
- 照明：遠藤和夫
- 音声：八木沢正
- 音響効果：針金利彰
- 美術制作：和田一郎
- 美術デザイン：本山幸正
- 特殊効果：岡田房夫
- プロデューサー：斉藤正人
- 演出：中村治信
- 制作：青柳脩
- 製作著作：TBS

| TBS 木曜19時台前半枠 | TBS 木曜19時台前半枠                        | TBS 木曜19時台前半枠 |
| 前番組               | 番組名                                      | 次番組               |
| -------------------- | ------------------------------------------- | -------------------- |
| UFOセブン大冒険      | マジカル7大冒険! （1978年10月 - 1979年3月） | 少女探偵スーパーW    |